# Virtual Game Station
Virtual Game Station (VGS) — эмулятор игровой приставки Sony PlayStation, разработанный компанией Connectix. Впервые выпущен для Macintosh в 1999 году после предварительного представления в том же году на Macworld/iWorld Стиву Джобсу и Филу Шиллеру. VGS была создана Аароном Джайлсом, эмулятор процессора с динамической перекомпиляцией написан Эриком Траутом.
Эмулятор поступил в продажу, когда Sony PlayStation была на пике популярности. Virtual Game Station стал первым эмулятором PlayStation среди всех платформ и позволял запускать игры без замедления на относительно слабом компьютерном оборудовании. Он также впервые поддерживал подавляющее большинство игр для PlayStation. Согласно рекламе, для нормальной работы эмулятору было достаточно оригинального iMac G3 с тактовой частотой 233 MHz (с учётом встроенной графической карты ATi), а в некоторых случаях достаточно было системы с процессором PowerPC 604e.
Эмулятор оказал сильное влияние на пользователей, так как увеличил библиотеку игр, доступных для Macintosh, с очень небольшого числа избранных продуктов до почти всей коллекции игр для PlayStation. Игры работали в полноэкранном режиме без снижения скорости. Через VGS к Macintosh подключались многие контроллеры от PlayStation. Недостатком эмулятора было отсутствие поддержки DualShock с обратной связью по усилию и световых пистолетов.
Первоначально VGS поддерживал игра PlayStation под NTSC, но более поздние версии предназначались для игр под PAL. Как и PlayStation, система поддерживала блокировку по региону и не запускала нелицензионные копии игры, хотя хакерскому сообществу не потребовалось много времени, чтобы выпустить версию без подобных ограничений. В VGS версий 1.1 и 1.2 возможность подобных изменений была усложнена, однако вскоре и они были взломаны.
VGS стал чрезвычайно популярным, так как стоил вдвое дешевле PlayStation и не требовал дополнительного оборудования. Позднее VGS был выпущен для платформы Microsoft Windows, на которой его популярность оказалась ниже из-за конкуренции с другими эмуляторами, например, bleem!, хотя VGS и обладал лучшей совместимостью.
Sony восприняла VGS как угрозу и подала иск против Connectix за нарушение авторских прав. Дело в конечном итоге было решено в пользу Connectix, но в течение процесса Connectix не могла продавать эмулятор из-за судебного запрета. После заключения сделки Sony приобрела VGS у Connectix и прекратила его выпуск. К тому времени к выходу на рынок готовилась PlayStation 2, а популярность оригинальной PlayStation шла на убыль, так как пользователи ждали приставки следующего поколения.